# Frédéric Jules Sichel
Frédéric Jules Sichel est un médecin et un entomologiste français, né le 14 mai 1802 à Francfort-sur-le-Main et mort le 11 novembre 1868 à Paris.

## Aperçu biographique
Il obtient son titre de docteur en 1833 avec une thèse intitulée Propositions générales sur l'ophthalmologie, suivies de l'histoire de l'ophthalmie rhumatismale.
Après des études en Allemagne, il s'installe à Paris en 1829. Il y ouvre la première clinique d'ophtalmologie en 1832 et y forme entre autres plusieurs ophtalmologues dont Charles Deval (1806-1862) et le docteur Charles de Hübsch (1824-1879), tous deux natifs de Constantinople. Il s'intéresse aux langues orientales, à l'archéologie et à l'entomologie, il se spécialise notamment sur les hyménoptères.

## Œuvres et publications
- Traité de l'ophthalmie, la cataracte et l'amaurose, pour servir de supplément au Traité des maladies des yeux de Weller (G. Baillière, Paris, 1837).
- Mémoire sur le glaucome (imprimerie de N.-J. Gregoir, Bruxelles, 1842).
- Iconographie ophthalmologique, ou description... des maladies de l'organe de la vue... Texte accompagné d'un atlas de 80 planches... (J.-B. Baillière et fils, Paris, 1852-1859).
- Guide de la chasse des hyménoptères (Deyrolle fils, Paris, 1859, réédité en 1868).
- Catalogus specierum generis Scolia (sensu latiori), continens specierum diagnoses, descriptiones synonymiamque, additis annotationibus explanatoriis criticisque conscripserunt Henricus de Saussure... (Catalogue des espèces de l'ancien genre Scolia, contenant les diagnoses, les descriptions et la synonymie des espèces, avec des remarques explicatives et critiques) (V. Masson et fils, Paris, 1864).
- Nouveau recueil de pierres sigillaires d'oculistes romains pour la plupart inédites... (V. Masson et fils, Paris, 1866).